# Коултон (Огайо)
Коултон (англ. Coalton) — селище (англ. village) в США, в окрузі Джексон штату Огайо. Населення — 445 осіб (2020).

## Географія
Коултон розташований за координатами 39°6′42″ пн. ш. 82°36′39″ зх. д. / 39.11167° пн. ш. 82.61083° зх. д. (39.111757, -82.610811).  За даними Бюро перепису населення США в 2010 році селище мало площу 1,42 км², уся площа — суходіл.

## Демографія
Згідно з переписом 2010 року, у селищі мешкало 479 осіб у 205 домогосподарствах у складі 128 родин. Густота населення становила 336 осіб/км².  Було 241 помешкання (169/км²).
Расовий склад населення:
| - 97,5 % — білих - 0,4 % — корінних американців - 0,2 % — чорних або афроамериканців |

До двох чи більше рас належало 1,9 %. Частка іспаномовних становила 0,8 % від усіх жителів.
За віковим діапазоном населення розподілялося таким чином: 21,7 % — особи молодші 18 років, 63,5 % — особи у віці 18—64 років, 14,8 % — особи у віці 65 років та старші. Медіана віку мешканця становила 40,4 року. На 100 осіб жіночої статі у селищі припадало 97,9 чоловіків;  на 100 жінок у віці від 18 років та старших — 97,4 чоловіків також старших 18 років.
Середній дохід на одне домашнє господарство  становив 37 237 доларів США (медіана — 28 850), а середній дохід на одну сім'ю — 42 013 долари (медіана — 39 375). Медіана доходів становила 30 054 долари для чоловіків та 35 625 доларів для жінок. За межею бідності перебувало 33,2 % осіб, у тому числі 39,1 % дітей у віці до 18 років та 26,5 % осіб у віці 65 років та старших.
Цивільне працевлаштоване населення становило 258 осіб. Основні галузі зайнятості: виробництво — 35,3 %, освіта, охорона здоров'я та соціальна допомога — 20,5 %, мистецтво, розваги та відпочинок — 12,0 %, роздрібна торгівля — 8,5 %.